# Quicken Loans 400
De Quicken Loans 400 is een race uit de NASCAR Sprint Cup. De wedstrijd wordt in het voorjaar gehouden op de Michigan International Speedway in Brooklyn over een afstand van 400 mijl of 644 km. De eerste editie werd gehouden in 1969 en werd gewonnen door Cale Yarborough. In het najaar wordt op hetzelfde circuit de Pure Michigan 400 gehouden.

## Namen van de race
- Motor State 500 (1969)
- Motor State 400 (1970 - 1973)
- Motor State 360 (1974)
- Motor State 400 (1975)
- Cam 2 Motor Oil 400 (1976 - 1977)
- Gabriel 400 (1978 - 1983)
- Miller High Life 400 (1984)
- Miller 400 (1985)
- Miller American 400 (1986 - 1987)
- Miller High Life 400 (1988 - 1989)
- Miller Genuine Draft 400 (1990 - 1995)
- Miller 400 (1996 - 1997)
- Miller Lite 400 (1998)
- Kmart 400 (1999 - 2001)
- Sirius Satellite Radio 400 (2002)
- Sirius 400 (2003)
- DHL 400 (2004)
- Batman Begins 400 (2005)
- 3M Performance 400 (2006)
- Citizens Bank 400 (2007)
- LifeLock 400 (2008 - 2009)
- Heluva Good! Sour Cream Dips 400 (2010 - 2011)
- Quicken Loans 400 (2012 -)

## Winnaars
| Jaar                             | Winnaar            | Auto            |
| Motor State 500                  | Motor State 500    | Motor State 500 |
| -------------------------------- | ------------------ | --------------- |
| 1969                             | Cale Yarborough    | Mercury         |
| Motor State 400                  |                    |                 |
| 1970                             | Cale Yarborough    | Mercury         |
| 1971                             | Bobby Allison      | Mercury         |
| 1972                             | David Pearson      | Mercury         |
| 1973                             | David Pearson      | Mercury         |
| Motor State 360                  |                    |                 |
| 1974                             | Richard Petty      | Dodge           |
| Motor State 400                  |                    |                 |
| 1975                             | David Pearson      | Mercury         |
| Cam 2 Motor Oil 400              |                    |                 |
| 1976                             | David Pearson      | Mercury         |
| 1977                             | Cale Yarborough    | Chevrolet       |
| Gabriel 400                      |                    |                 |
| 1978                             | Cale Yarborough    | Oldsmobile      |
| 1979                             | Buddy Baker        | Chevrolet       |
| 1980                             | Benny Parsons      | Chevrolet       |
| 1981                             | Bobby Allison      | Buick           |
| 1982                             | Cale Yarborough    | Buick           |
| 1983                             | Cale Yarborough    | Chevrolet       |
| Miller High Life 400             |                    |                 |
| 1984                             | Bill Elliott       | Ford            |
| Miller 400                       |                    |                 |
| 1985                             | Bill Elliott       | Ford            |
| Miller American 400              |                    |                 |
| 1986                             | Bill Elliott       | Ford            |
| 1987                             | Dale Earnhardt     | Chevrolet       |
| Miller High Life 400             |                    |                 |
| 1988                             | Rusty Wallace      | Pontiac         |
| 1989                             | Bill Elliott       | Ford            |
| Miller Genuine Draft 400         |                    |                 |
| 1990                             | Dale Earnhardt     | Chevrolet       |
| 1991                             | Davey Allison      | Ford            |
| 1992                             | Davey Allison      | Ford            |
| 1993                             | Ricky Rudd         | Chevrolet       |
| 1994                             | Rusty Wallace      | Ford            |
| 1995                             | Bobby Labonte      | Chevrolet       |
| Miller 400                       |                    |                 |
| 1996                             | Rusty Wallace      | Ford            |
| 1997                             | Ernie Irvan        | Ford            |
| Miller Lite 400                  |                    |                 |
| 1998                             | Mark Martin        | Ford            |
| Kmart 400                        |                    |                 |
| 1999                             | Dale Jarrett       | Ford            |
| 2000                             | Tony Stewart       | Pontiac         |
| 2001                             | Jeff Gordon        | Chevrolet       |
| Sirius Satellite Radio 400       |                    |                 |
| 2002                             | Matt Kenseth       | Ford            |
| Sirius 400                       |                    |                 |
| 2003                             | Kurt Busch         | Ford            |
| DHL 400                          |                    |                 |
| 2004                             | Ryan Newman        | Dodge           |
| Batman Begins 400                |                    |                 |
| 2005                             | Greg Biffle        | Ford            |
| 3M Performance 400               |                    |                 |
| 2006                             | Kasey Kahne        | Dodge           |
| Citizens Bank 400                |                    |                 |
| 2007                             | Carl Edwards       | Ford            |
| LifeLock 400                     |                    |                 |
| 2008                             | Dale Earnhardt jr. | Chevrolet       |
| 2009                             | Mark Martin        | Chevrolet       |
| Heluva Good! Sour Cream Dips 400 |                    |                 |
| 2010                             | Denny Hamlin       | Toyota          |
| 2011                             | Denny Hamlin       | Toyota          |
| Quicken Loans 400                |                    |                 |
| 2012                             | Dale Earnhardt jr. | Chevrolet       |
| 2013                             | Greg Biffle        | Ford            |

Huidige races:
Can-Am Duel ·
Daytona 500 ·
Subway Fresh Fit 500 ·
Kobalt Tools 400 ·
Food City 500 ·
Auto Club 400 ·
STP Gas Booster 500 ·
NRA 500 ·
Aaron's 499 ·
Toyota Owners 400 ·
Bojangles' Southern 500 ·
FedEx 400 ·
Coca-Cola 600 ·
STP 400 ·
Pocono 400 ·
Quicken Loans 400 ·
Toyota/Save Mart 350 ·
Coke Zero 400 ·
Quaker State 400 ·
Camping World RV Sales 301 ·
Brickyard 400 ·
Gobowling.com 400 ·
Cheez-It 355 at The Glen ·
Pure Michigan 400 ·
Irwin Tools Night Race ·
AdvoCare 500 (Atlanta Motor Speedway) ·
Federated Auto Parts 400 ·
Geico 400 ·
Sylvania 300 ·
AAA 400 ·
Hollywood Casino 400 ·
Bank of America 500 ·
Camping World RV Sales 500 ·
Goody's Headache Relief Shot 500 ·
AAA Texas 500 ·
AdvoCare 500 (Phoenix International Raceway) ·
Ford EcoBoost 400

Voormalige races:

Buddy Shuman 276 ·
Budweiser 400 ·
Budweiser NASCAR 400 ·
Columbia 200 ·
Coors 420 ·
First Union 400 ·
Greenville 200 ·
Hickory 276 ·
Kobalt Tools 500 (Atlanta Motor Speedway) ·
Los Angeles Times 500 ·
Mountain Dew Southern 500 ·
Northern 300 ·
Pepsi 420 ·
Pepsi Max 400 ·
Pickens 200 ·
Pop Secret Microwave Popcorn 400 ·
Sandlapper 200 ·
Subway 400 ·
Tyson Holly Farms 400 ·
Winston Western 500